# Ель-Мундо
Ель-Мундо (ісп. El Mundo) — часопис (Іспанія). Рік заснування — 1989 р.
Головним редактором є Педро Рамірес (ісп. Pedro J. Ramírez). Належить групі «Unidad Editorial S.A.».